# Ernest Buijs
Ernest Joannes (Nest) Buijs (Arendonk, 7 november 1954) is een Belgisch voormalig politicus voor de CVP en diens opvolger de CD&V. Hij was burgemeester van Arendonk.

## Levensloop
Buijs was schepen van Arendonk van 1989 tot de lokale verkiezingen van 2000, hierop aansluitend werd hij burgemeester van deze gemeente tot 2012. In deze hoedanigheid volgde hij partijgenoot Jef Bouwen op. In 2009 kwam hij in het nieuws nadat hij niet had ingegrepen tijdens een Blood and Honour-concert in zijn gemeente. Na de gemeenteraadsverkiezingen van 2012 maakte hij zijn afscheid uit de politiek bekend. Hij werd in het burgemeestersambt opgevolgd door N-VA'er Kristof Hendrickx.
In 2014 kreeg Buijs de titel van ereburgemeester van Arendonk.
Beroepshalve was hij ook actief als verzekeringsmakelaar.

## Privé
Buijs heeft twee kinderen. Zijn zoon, Filip Buijs, werd in 2011 stadssecretaris van Turnhout. In 2024 werd deze laatste Algemeen Directeur van Volley Vlaanderen en Topvolley Belgium. 